# Leochilus oncidioides
Leochilus oncidioides är en orkidéart som beskrevs av George Beauchamp Knowles och Frederic Westcott. Leochilus oncidioides ingår i släktet Leochilus och familjen orkidéer. Inga underarter finns listade i Catalogue of Life.